# Schwimmfarngewächse
Die Pflanzenfamilie Schwimmfarngewächse (Salviniaceae) gehört zur Ordnung der Echten Farne (Polypodiopsida).

## Merkmale
Wurzeln sind vorhanden (Azolla) oder fehlen (Salvinia). Die Sprossachse ist eine Protostele, die dichotom verzweigt ist. Die Blätter sind sitzend, wechselständig und klein (1 bis 25 Millimeter). Die Blattform ist länglich mit ganzem Blattrand. Die Blattnervatur ist frei (Azolla) oder anastomosierend (Salvinia).
Die Salviniaceae sind heterospor: Es sind große Megasporen und kleine Mikrosporen vorhanden. Die Keimung erfolgt in den Sporen.
Die Chromosomengrundzahl beträgt bei Salvinia x = 9 (die kleinste bekannte bei Farnen), bei Azolla x = 22.

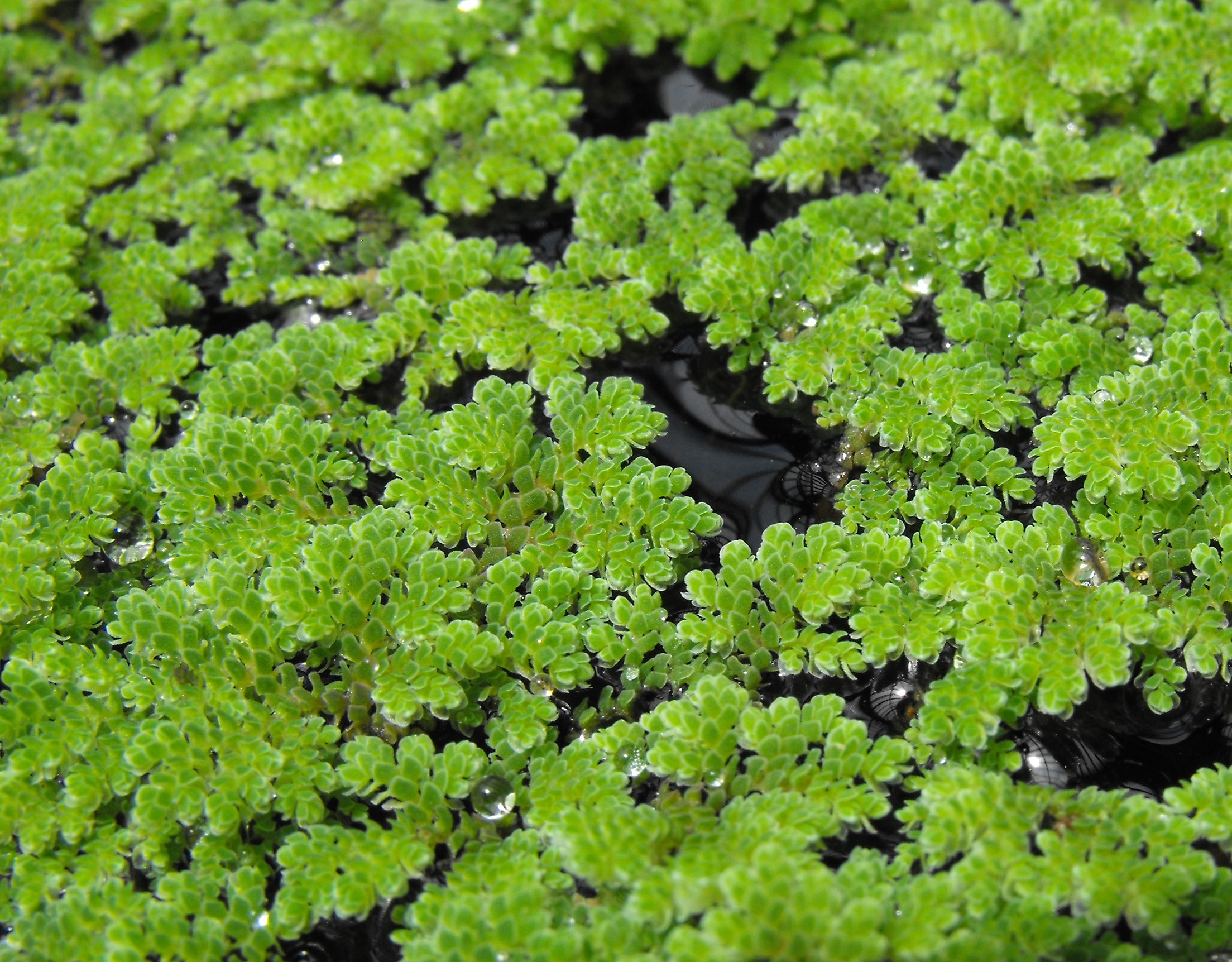
Azolla filiculoides

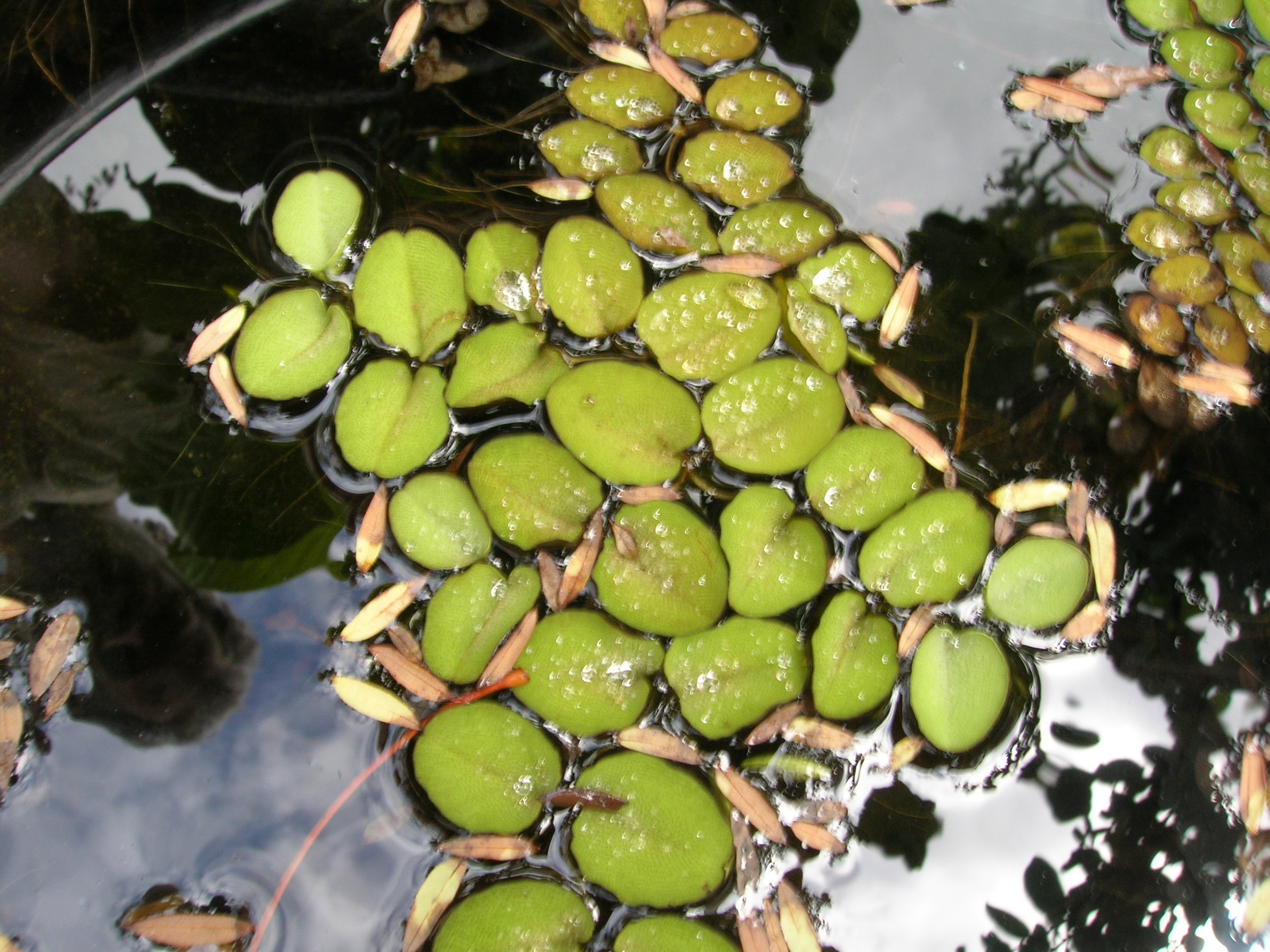
Salvinia molesta

## Systematik
Die Familie Salviniaceae wurde am 3. August 1820 durch Ivan Ivanovič Martinov in Tekhno-Botanicheskīĭ Slovar': na latinskom i rossīĭskom iazykakh. Sanktpeterburgie, Seite 559 aufgestellt. Typusgattung ist Salvinia Ség. Die Gattung Salvinia ehrt den italienischen Philologen Antonio Maria Salvini (1653–1729).
Die Familie Salviniaceae ist fossil seit der Kreide bekannt. Die Familie Salviniaceae ist subkosmopolitisch verbreitet. Es sind freischwimmende Arten.
In dieser einen Familie werden die beiden Gattungen Salvinia und Azolla zusammengefasst, die lange als eigene Familien geführt wurden:
- Algenfarne (Azolla Lam.): Die etwa sieben Arten gedeihen in Gewässern von gemäßigten bis tropischen Gebieten fast weltweit. In China kommen zwei Arten vor, eine davon ist ein Neophyt dort.[1][4]
- Schwimmfarne (Salvinia Ség.): Die etwa zehn Arten gedeihen in Gewässern hauptsächlich der Tropen. Sie sind von Nordamerika über Mexiko, Zentralamerika und auf Karibischen Inseln bis Südamerika und von Eurasien über Afrika bis Madagaskar weitverbreitet.[1][2][4]